# ناثان تايلور
ناثان تايلور (بالإنجليزية: Nathan Taylor)‏ (2 أبريل 1990 بإنجلترا في المملكة المتحدة - ) هو لاعب كرة قدم بريطاني في مركز الهجوم. لعب مع نادي ريل ونادي سلتيك وهاميلتون أكاديميكال وClitheroe F.C. ‏ وMossley A.F.C. ‏ وسالفورد سيتي ونورثويتش فيكتوريا وRochdale Town F.C. ‏ وإف سي هاليفاكس تاون وGretna F.C. ‏ ونادي برادفورد بارك أفنيو.

## وصلات خارجية
- ناثان تايلور على موقع قاعدة بيانات كرة القدم.إي يو (الإنجليزية)
- ناثان تايلور على موقع Soccerbase.com (لاعب) (الإنجليزية)